# 나배사섬

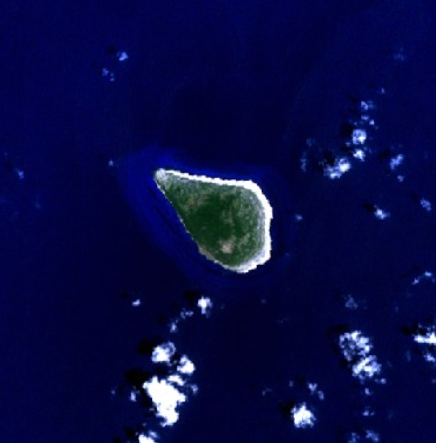
나배사섬의 위성 사진

나배사섬의 위치

나배사섬(영어: Navassa Island, 아이티 크레올어: La Navase)은 카리브해의 대앤틸리스 제도에 속하는 무인도이다. 미국은 미국령 군소 제도의 일부로 영유권을 주장하고 있다. 아이티 역시 이 섬에 대한 영유권을 주장하고 있다. 면적은 약 5.2km2이다.